# Metanarace
Metanarace (z řeckého meta, nad-, a latinského narratio, vyprávění), česky také velké vyprávění, znamená celkový, všezahrnující příběh, který vysvětluje a zároveň legitimuje podobu i složky určité kultury. Pojem metanarace, který je jedním z klíčových pojmů postmoderny, zavedl francouzský filosof Jean-François Lyotard. Jsou to hlavní příběhy, které vysvětlují historii a společnost přijímáním nějaké univerzální pravdy. Právě Lyotard definoval postmoderní stav jako příznačný koncem, nebo nedůvěrou v metanarace, které tvořily podstatnou součást modernity.

## Lyotardova metanarace
Tento fenomén i jeho funkce vysvětluje a kriticky zhodnocuje Jean-François Lyotard ve své knize Postmoderní situace (1979). Podle Lyotarda každá kultura potřebuje své složky a rysy vyložit a obhájit je tím, že je zařadí do svého „velkého vyprávění“, jež jim dává smysl a jež všichni její účastníci znají a uznávají. Tak jsou podle Lyotarda například metanarací křesťanství dějiny spásy a všechny křesťanské pojmy, instituce, obřady atd., které se zdůvodňují a dostávají smysl tím, že se uvedou do nějakého vztahu k tomuto příběhu. Metanarací marxismu je podle Lyotarda třídní boj, kde marxistické pojmy, instituce apod., dostávají smysl i oprávnění tím, že se ukáže jejich vztah k třídnímu boji. Velké příběhy (metanarace) se také staly určujícím znakem moderní vědy. Zde velký příběh lidstva spočívá v osvícenském příběhu o pokroku, osvobození z nevědomosti a stále hlubšímu vědění, za které vděčíme právě vědě. O postmoderní situaci pak dále uvádí, že „Vědění je a bude produkováno proto, aby bylo prodáváno, (…) Přestává být samo o sobě vlastním účelem, ztrácí svoji ′užitnou hodnotu′.“ Lyotard tvrdil, že v naší společnosti panuje vůči metanaracím nedůvěra. Jsme opatrní vůči politickým teoriím nebo vědeckým studiím, které mluví o pokroku. Metanarací se bojíme, protože nám připadají homogenizující a utlumující. Svou podstatou vylučují, či dokonce násilně vyhání jedince, skupiny a způsoby života, které do nich přesně nezapadají. Navíc jsme velice skeptičtí vůči roli vědy a technologie v moderním světě. Tvrdí, že od konce druhé světové války a s nástupem počítačové doby se náhled na vědění radikálně změnil. Informace jsou uchovávány v databázích, jsou kupovány a předávány, stává se z nich nástroj moci (tzv. komodifikace vědění). Již neslouží k duševnímu rozvoji člověka, dokonce ani nakonec nezáleží na jejich pravdivosti, důležité je, slouží-li k dosažení různých cílů. Požaduje tedy, aby se věda oprostila od metanarací, aby nikomu nesloužila jako důkaz jeho vlastní pravdy. Metanarace je tedy všeobecně sdílené vyprávění o minulém, jež dává smysl i oprávnění současnému, přítomnému. Lyotard kritizoval právě tuto legitimující, zdůvodňující funkci metanarace, jež má podle něho sklon k totalitě. Byl také přesvědčen, že právě postmoderní kritika a dekonstrukce znamená konec všech metanarací, jež ztrácejí svoji schopnost dávat smysl.

## Ricoeurova metanarace
Je ovšem otázka, zda se kultury mohou vyjadřovat a identifikovat nějak jinak než symbolickým vyprávěním. Francouzský filosof Paul Ricoeur se naopak domnívá, že mají-li se lidé se svojí kulturou identifikovat, potřebují k tomu právě vyprávění. Vyprávění je základem vnímání časovosti, nejen v rovině vlastní identity (jáství), ale i ve vztahu ke společné historii.

## Naratologie a komunikace
Podle Johna Stephense a Robyna McCalluma je metanarace všezahrnující a komplexní kulturní příběh, který vysvětluje znalosti a zkušenosti, je to tzv. příběh o příběhu, který zahrnuje a vysvětluje jiné „malé příběhy“ v koncepčních modelech a staví tak malé příběhy do celku. Postmoderní vyprávění často úmyslně narušují formální očekávání, které jsou od takových vyprávění očekávány a poukazují tak na určitou změnu společenského kodexu.